# Мусинская улица
Мусинская улица — улица в восточной части города Салавата, расположенная в микрорайоне Мусино.

## История
Застройка улицы началась в XIX веке. Застроена частными 1—2-этажными домами. 

## Трасса
Начинается от улице Попова и заканчивается на улице Дружбы.

## Транспорт
По Мусинской улице общественный транспорт не ходит.